# Noubannisme
Le noubannisme est une attitude communautariste existant à Maurice et qui consiste à désigner un groupe social ou ethnique à la première personne du pluriel pour mieux l'opposer à d'autres, qualifiés par la deuxième personne du pluriel : le mot « noubannisme », lancé par l'hebdomadaire Week-End, est un néologisme formé par l'association de « nou » et de « bann », deux termes du créole mauricien signifiant ici « nous autres ». Le noubannisme est une manifestation du communautarisme mauricien.